# Willem Jan Holsboer

Willem Jan Holsboer

Willem Jan Holsboer (* 23. August 1834 in Zutphen, Gelderland; † 8. Juni 1898 in Schinznach-Bad) gilt als Begründer der Rhätischen Bahn (RhB) und Förderer des Kurortes Davos.

## Leben
Schon mit 14 Jahren verliess Willem Jan Holsboer das Elternhaus und fuhr zur See. In kürzester Zeit arbeitete er sich empor vom Schiffsjungen zum Steuermann und zum Kapitän. Auf seinen Seefahrten lernte er die Welt kennen, war zur Zeit des Goldrausches in Kalifornien und hatte die undankbare Aufgabe, sein Schiff mit meuternden Matrosen wieder zurück nach Europa zu führen. Doch die Seefahrt sagte ihm nicht zu. In einer Bank in Amsterdam machte Holsboer eine kaufmännische Lehre, wurde Prokurist in deren Londoner Filiale und bereits mit 30 Jahren Direktor. Mit 31 Jahren heiratete er 1865 eine 18 Jahre alte Engländerin, die kurze Zeit später an Tuberkulose erkrankte. Holsboer entschloss sich deshalb, London zu verlassen und nach Davos zu reisen. Hier erhoffte er sich Hilfe für seine junge Gattin.

Hotel Strela. Hier stieg Holsboer mit seiner todkranken Frau 1867 ab.

Ende Mai 1867 kam Holsboer mit seiner schwer kranken Frau nach Davos und stieg im Hotel Strela ab, dem »Kuretablissement«, in dem der Arzt Friedrich August Unger und der Buchhändler Hugo Richter zweieinhalb Jahre zuvor als erste Wintergäste Heilung gefunden hatten. Mit der ärztlichen Behandlung seiner Frau betraute Holsboer Alexander Spengler. Im Oktober 1867 jedoch verstarb sie 20-jährig. Holsboer blieb in Davos und heiratete 1868 Ursula Büsch, eine Bauerntochter aus dem Ort. Sie hatten sieben Kinder, wovon zwei in jungen Jahren starben. Die älteste Tochter Helene (1869–1943) heiratete Lucius Spengler, den Sohn von Alexander Spengler. Der jüngste Sohn war Max Gerhard Holsboer, ein begabter Eishockeyspieler, Schauspieler und Chemiker.
Sein wichtigstes Werk war 1888/89 der Bau der Bahnlinie Landquart–Davos, sie hiess anfänglich »AG Schmalspurbahn Landquart–Davos (LD)«, 1894 änderte sie den Namen auf Rhätische Bahn und ist die Stammstrecke des heutigen Eisenbahnunternehmens. Holsboer wurde zu einer der prägenden Persönlichkeiten beim Aufbau des Kur- und Fremdenverkehrszentrums Davos. 1871 gründete er den Kurverein Davos, der grosse Infrastrukturarbeiten bewältigte. Holsboer wurde erster Präsident der Davoser Gesellschaft für Elektrizitätswerke.
Dieses gewaltige Arbeitspensum hinterliess seine Spuren. Eine Arteriosklerose verschlimmerte sich seit 1894 zusehends. Noch als Schwerkranker fuhr Holsboer 1898 nach Basel, um die Arbeiten an der Bahn und am Bau auf der Schatzalp voranzutreiben. Am 8. Juni 1898 erlag er einem Schlaganfall in Schinznach-Bad.
Einer seiner Enkel ist der Theaterintendant und Schauspieler Willem Holsboer, sein Urenkel der Psychiater und Depressionsforscher Florian Holsboer. Ein Ur-Ur-Enkel Holsboers ist der Münchner Landrat Christoph Göbel.

### Curhaus Spengler-Holsboer / Curhaus W. J. Holsboer

Curhaus Spengler-Holsboer 1871

Curhaus W. J. Holsboer mit Promenade, undatiert

Gemeinsam mit dem Arzt Alexander Spengler eröffnete er 1868 die Kuranstalt Spengler-Holsboer, die erste grössere Einrichtung in Davos, neben kleinen Pensionen, die die Freiluft-Liegekur zur Therapie der Lungentuberkulose nach den Prinzipien Hermann Brehmers und Peter Dettweilers in gemässigter Form einführte. Sie blühte sofort auf. Es war ursprünglich ein einfacher Berggasthof, der 1871 um einen Quertrakt erweitert wurde.
Holsboer wurde dessen Leiter. Schon vier Jahre später wurde das Kurhaus bei voller Belegung ein Raub der Flammen, doch Holsboer erbaute auf den Grundmauern ein neues moderneres Haus, das Curhaus W. J. Holsboer, mit einer grossen Glasgalerie auf der Südseite und einem Gesellschaftssaal. Spengler übernahm wieder die ärztliche Leitung. Von seiner Tätigkeit als Arzt hatte er sich zurückgezogen.
Oberhalb des Hauses stand eine Milchhalle zur Verfügung. Dort konnten die Gäste am Morgen frische Milch trinken. Mehrere Villen, Villa Germania, Villa Britannia, Villa Wohlgelegen, Villa Helvetia, Villa Piccola, waren als Dependancen mit dem Hauptgebäude oder untereinander durch gedeckte Wandelhallen oder unterirdische Gänge verbunden.
Nach der Erweiterung von 1881 mit einem Konzertsaal und entsprechenden Bühneneinrichtungen wurde das »Curhaus« das gesellschaftliche Zentrum von Davos. Hier wurden bis in die 1930er-Jahre täglich Konzerte gegeben oder Theater gespielt, um den Kranken Abwechslung in den Alltag zu bringen. Im Wissen, dass manche Gäste es an einem Ort nicht lange aushalten, wenn ihnen keine geistige Anregung geboten wird, war Holsboer Initiator eines ständigen Kurorchesters, einer fest engagierten Theatergruppe und Organisator vieler Vorträge. Diese Aufgaben übernahm ab 1915 die neu gegründete Kunstgesellschaft Davos. Clara Schumann war im »Curhaus«-Saal zu Gast, Béla Bartók spielte 1927 in diesem Saal Klavier, ein Jahr später spielte Albert Einstein am gleichen Ort auf seiner Geige und sprach zur Eröffnung der Davoser Hochschulkurse.

## Die Schatzalp

Das Sanatorium Schatzalp kurz nach der Eröffnung 1900

Das letzte grosse Projekt Holsboers wurde der Sanatoriumsbau auf der Schatzalp. Er suchte lange nach einem geeigneten Platz für seinen Traum. Immer wieder führte ihn sein Weg auf die Schatzalp, damals nur zu Fuss erreichbar. Er fühlte, dass dieser Flecken Erde ganz etwas Besonderes ist.
Gemeinsam mit seinen Schwiegersöhnen Lucius Spengler – dem Sohn von Alexander Spengler – und Edward Neumann plante Holsboer das Luxussanatorium Schatzalp. Mit diesem Bau auf 1865 Metern Höhe sollte etwas »noch nie Dagewesenes« geschaffen werden. Seiner Zeit weit voraus, wurde auf Schatzalp das erste Flachdach mit Ablauf durch das Hausinnere gebaut. Bodenheizung, fliessendes Kalt- und Warmwasser in jedem Zimmer waren weitere Neuerungen. Ein hydraulischer Aufzug, eine meteorologische Station, eine Standseilbahn mit Gleichstromantrieb und elektrisches Licht wurden Standard.
Weihnachten 1900 wurde das Sanatorium Schatzalp eröffnet. Gleichzeitig entstand die Schatzalp-Bahn.
Der Sohn seines Mitstreiters Alexander Spengler, Lucius Spengler, leitete als Chefarzt das Sanatorium Schatzalp bis zu seinem Tode 1923. Spengler gehört zu den Pionieren des künstlichen Pneumothorax. Sein anderer Schwiegersohn Edward Neumann war dessen Nachfolger und Chefarzt bis 1934.

### Die Schatzalp im Zauberberg
Im Zauberberg erwähnt Thomas Mann die Schatzalp neunmal.
„Am allerhöchsten liegt das Sanatorium Schatzalp dort drüben … Die müssen im Winter ihre Leichen per Bobschlitten herunterbefördern, weil dann die Wege nicht fahrbar sind …“, lässt er Joachim Ziemßen seinem Vetter Hans Castorp erklären.
Zum Blauen Heinrich sagt er: Schon auf der Fahrt vom Bahnhof zum Sanatorium Berghof, wo Hans Castorp seinen kranken Vetter Joachim besucht, darf er einen Blick auf die „flache, geschweifte Flasche aus blauem Glase mit einem Metallverschluss“ werfen. Joachim lässt sie jedoch gleich wieder in seine Manteltasche gleiten, mit den Worten: „Das haben die meisten von uns hier oben. […]. Es hat auch einen Namen bei uns, so einen Spitznamen, ganz fidel.“ Später erfährt Hans Castorp diesen Namen aus dem Mund der ungebildeten Frau Stöhr: „Ganz ohne Überwindung“, so Thomas Mann, „mit störrisch unwissender Miene, brachte sie die fratzenhafte Bezeichnung «Der Blaue Heinrich» über die Lippen.“

## Die Rhätische Bahn
Neben seinem Engagement für die Errichtung neuer Kuranstalten begann er bald mit der Entwicklung erster Pläne für eine Eisenbahn zwischen Landquart und Davos.
Im Februar 1888 wurde auf Initiative Holsboers hin die Schmalspurbahn Landquart–Davos AG (LD) gegründet. Ursprünglich wollte die Gesellschaft von Landquart nach Davos eine Zahnradbahn erstellen, um die Steigungen auf dieser Gebirgsstrecke zu überwinden. Eine Variante mit drei Spitzkehren war ebenfalls im Gespräch. Beide Varianten wurden jedoch aufgrund des Erfolges der zahnrad- und spitzkehrfreien Gotthardbahn verworfen und der Bau einer reinen Adhäsionsbahn mit nur noch einer Spitzkehre beschlossen. Diese einzige Spitzkehre befand sich im Bahnhof Klosters und wurde später aufgelassen. Die anfangs geplante Normalspur konnte aufgrund der beengten Verhältnisse und aus Kostengründen nicht realisiert werden. Der erste Spatenstich erfolgte am 29. Juni 1888. 1889 konnte der Streckenteil von Landquart nach Klosters und acht Monate später die gesamte Strecke bis Davos eröffnet werden. Aufgrund der weiteren, ebenfalls auf Holsboer zurückgehenden Pläne für eine Expansion der Bahn auch in andere Regionen des Kantons Graubünden änderte die Schmalspurbahn Landquart–Davos AG im Jahre 1895 ihren Namen in Rhätische Bahn. 1897 wurde die RhB nach einer Volksabstimmung zur bündnerischen Staatsbahn.
Nach der Eröffnung der Schmalspurbahn Landquart–Davos am 21. Juli 1890 entwickelte Holsboer Pläne für eine neue Linie von Davos über St. Moritz nach Chiavenna in Italien. Der Bau der Strecke St. Moritz–Chiavenna wurde jedoch vom Ersten Weltkrieg verhindert. 